# Caution World Tour
Caution World Tour fue la decimoprimera gira de conciertos de la cantante estadounidense Mariah Carey para promover su decimoquinto álbum de estudio, Caution (2018). La gira se realizó por Norteamérica y Europa, llegando a un total de 34 presentaciones. La gira recibió críticas muy favorables, tanto de las técnicas vocales de Carey como el escenario  y la producción que tuvo.

## Antecedentes y desarrollo
Luego de finalizar su residencia #1 to Infinity y su participación en la gira All The Hits Tour junto a Lionel Richie en 2017, Carey empieza a grabar para su siguiente producción discográfica a finales de ese año. Luego, en 2018, firma con Roc Nation Entertainment y llegan a un acuerdo para su segunda residencia en Las Vegas: The Butterfly Returns. Durante varios shows de dicha residencia, Carey anunció el lanzamiento de un nuevo proyecto, en el cual se convirtió en su decimoquinto álbum de estudio, que finalmente salió a la venta el 16 de noviembre de 2018 bajo el nombre de Caution. Antes de su lanzamiento, Carey anunció una gira mundial que consistía en visitar varias ciudades de Estados Unidos y Canadá, así también como varios países de Europa. 
La gira inició el 27 de febrero de 2019 en la ciudad de Dallas, Texas y finalizó el 31 de agosto de ese año en Willemstad, Curazao. Contó con una etapa norteamericana que recorrió algunas ciudades de Estados Unidos y Canadá; una etapa europea que recorrió el Reino Unido, España, Dinamarca, Países Bajos, Francia, Alemania y por primera vez Irlanda. Luego de la etapa europea, se añadieron dos fechas más en el Festival de Quebec en Canadá, donde actuó frente a 90,000 personas; y en el Festival de Jazz en Curazao, lugar donde también se presentaría por primera vez. 
El repertorio fue sorpresivo para muchos fanes, ya que Carey interpretó temas que desde hace un largo tiempo no cantaba, tales como "Anytime You Need a Friend" (última vez interpretado en 1996), "Endless Love" (última vez interpretado en 1994) y el medley del disco Glitter con temas como "Never Too Far", "Last Night A DJ Saved My Life" y "Didn't Mean To Turn You On" (última vez interpretado en 2001, a excepción de "Loverboy", que fue interpretado en 2016). 
También interpretó otros temas que nunca cantó en vivo como "You Don't Know What To Do", así también como varios tracks de su nuevo álbum Caution, al igual que los tracks favoritos de los fanes como "Without You", "Emotions", "Hero", "We Belong Together", "Vision of Love", "Fly Like A Bird", entre otros. 
Carey también sorprendió a sus fanes con extractos de varios temas como "Circles", "I Wish You Knew", "Close My Eyes", "Slipping Away", "Melt Away", "Music Box", "Underneath The Stars", "Mi Todo", "Through The Rain", entre otros.
Se incluyeron también en el repertorio varios remixes de temas como "Fantasy", "Always Be My Baby" y "Can't Take That Away (Mariah's Theme)". 
Algunos shows entre Norteamérica y Europa (sobre todo en el primer show de cada etapa) lograron vender todas las entradas con un 100% de asistencia.

## Repertorio
Este repertorio fue del show de Pittsburgh, el 18 de marzo de 2019. 
1. A No No
 
2. Dreamlover
 
3. You Don't Know What To Do / Emotions
 
4. Anytime You Need a Friend
 
5. Can't Take That Away (Mariah's Theme) (Remix) 
 
6. Fantasy
 
7. Always Be My Baby
 
8. Caution
 
9. GTFO
 
10. 8th Grade
 
11. Stay Long Love You
 
12. My All
 
13. Vision of Love
 
14. Never Too Far / Last Night a DJ Saved My Life / Loverboy / Didn't Mean to Turn You On
 
15. Heartbreaker
 
16. Touch My Body
 
17. We Belong Together
 
18. Hero

Notas:

- Portrait fue interpretado en Dallas, Houston, Atlanta, Louisville y Atlantic City.
 
- Da Brat acompañó a Carey durante Always Be My Baby y Heartbreaker en Atlanta y Oxon Hill.
 
- With You fue interpretado en Dallas, Houston, Biloxi, Atlanta, Louisville, Detroit, Chicago, Minneapolis, Milwaukee, St. Louis, Nueva York, Boston y Wallingford.
 
- Vision of Love fue reemplazado por Love Takes Time en Toronto, Orilla, Buffalo, Oxon Hill, Boston, Filadelfia, Wallingford, Bethlehem, los primeros ocho shows europeos, Quebec y Curazao.
 
- 8th Grade no fue interpretado en Nueva York, Oxon Hill, Boston, Filadelfia, Wallingford, Bethlehem, la entera etapa europea, Quebec y Curazao.
 
- Stay Long Love You no fue interpretado en Nueva York, Quebec y Curazao.
 
- Slick Rick y Blood Orange acompañaron a Carey durante Giving Me Life en Nueva York.
 
- La Di Da Di fue interpretado por Slick Rick en Nueva York.
 
- Un fragmento de I Wish You Knew fue interpretado en Atlantic City.
 
- Un fragmento de One Mo' Gen fue interpretado en Atlantic City y en el tercer show de Londres.
 
- Un fragmento de Candy Bling fue interpretado en Filadelfia.
 
- Un fragmento de Underneath the Stars fue interpretado en Wallingford y Bethlehem.
 
- El remix de We Belong Together fue cortado en Dublín.
 
- Without You fue interpretado en Dublín, Londres, París, Barcelona y Bordeaux.
 
- Endless Love fue interpretado en Londres.
 
- Un fragmento de Music Box fue interpretado en el tercer show de Londres.
 
- Un fragmento de Slipping Away fue interpretado en el tercer show de Londres y en París.
 
- Fly Like a Bird fue interpretado en París.
 
- Un fragmento de Melt Away fue interpretado en París y Aalborg.
 
- Un fragmento de Through the Rain fue interpretado en París.
 
- It's Like That fue interpretado en Hamburgo y Quebec.
 
- Un fragmento de Circles fue interpretado en Hamburgo y Aalborg.
 
- One Sweet Day fue interpretado en Aalborg, Barcelona, Bordeaux, Ámsterdam, Quebec y Curazao.
 
- Un fragmento de It Only Hurts When It's Love fue interpretado por Trey Lorenz en Barcelona.
 
- GTFO no fue interpretado en Barcelona, Bordeaux, Ámsterdam, Quebec y Curazao.
 
- Un fragmento de Mi Todo fue interpretado al inicio de My All en Barcelona.
 
- La escena de la pelea durante Heartbreaker fue cortada en Barcelona, Bordeaux, Ámsterdam y Quebec.
 
- Un fragmento de Rainbow (Interlude) fue interpretado antes del remix de Can't Take That Away en Ámsterdam.
 
- Un fragmento de Close My Eyes fue interpretado en Ámsterdam.

- Anytime You Need A Friend, el remix de Can't Take That Away, Fantasy y Caution no fueron interpretados en Quebec y Curazao.

- Make It Happen y Shake It Off fueron interpretados en Quebec y Curazao.

- Obsessed fue interpretado en Curazao.

- Un fragmento de All I Want For Christmas Is You fue interpretado en Curazao.

- Heartbreaker y el medley de Glitter no fue interpretado en Curazao.

## Recepción crítica
La gira recibió reseñas muy favorables de parte de los críticos de música, apreciando las técnicas vocales de Carey, así también como la producción del escenario.
En Reino Unido, Carey recibió notable atención durante su residencia de tres días en el Royal Albert Hall en Londres, en el cual varios críticos también apreciaron la habilidad vocal de Carey y la producción del escenario.

## Fechas del Tour
| Norte América         |               |                |                                    |
| 27 de febrero de 2019 | Irving        | Estados Unidos | Toyota Music Factory               |
| 1 de marzo de 2019    | Sugar Land    | Estados Unidos | Smart Financial Centre             |
| 2 de marzo de 2019    | Biloxi        | Estados Unidos | Beau Rivage Theatre                |
| 5 de marzo de 2019    | Atlanta       | Estados Unidos | Fox Theatre                        |
| 6 de marzo de 2019    | Louisville    | Estados Unidos | The Louisville Palace              |
| 8 de marzo de 2019    | Detroit       | Estados Unidos | Fox Theatre                        |
| 9 de marzo de 2019    | Indianápolis  | Estados Unidos | Murat Theatre                      |
| 11 de marzo de 2019   | Chicago       | Estados Unidos | Chicago Theatre                    |
| 13 de marzo de 2019   | Minneapolis   | Estados Unidos | State Theatre                      |
| 15 de marzo de 2019   | Milwaukee     | Estados Unidos | Miller High Life Theatre           |
| 16 de marzo de 2019   | Saint Louis   | Estados Unidos | Sitfel Theatre                     |
| 18 de marzo de 2019   | Pittsburgh    | Estados Unidos | Benedum Centre                     |
| 20 de marzo de 2019   | Toronto       | Canadá         | Sony Centre for the Perfoming Arts |
| 21 de marzo de 2019   | Orillia       | Canadá         | Casino Rama Entertainment Centre   |
| 23 de marzo de 2019   | Buffalo       | Estados Unidos | Shea's Perfoming Arts Center       |
| 25 de marzo de 2019   | Nueva York    | Estados Unidos | Radio City Music Hall              |
| 30 de marzo de 2019   | Atlantic City | Estados Unidos | Hard Rock Live                     |
| 31 de marzo de 2019   | Oxon Hill     | Estados Unidos | The Theater at MGM                 |
| 2 de abril de 2019    | Boston        | Estados Unidos | Wang Theatre                       |
| 3 de abril de 2019    | Philadelphia  | Estados Unidos | Metropolitan Opera House           |
| 5 de abril de 2019    | Wallingford   | Estados Unidos | Toyota Oakdale Theatre             |
| 6 de abril de 2019    | Bethlehem     | Estados Unidos | Sands Bethlehem Event Center       |
| Europa                |               |                |                                    |
| 22 de mayo de 2019    | Dublín        | Irlanda        | 3Arena                             |
| 25 de mayo de 2019    | Londres       | Reino Unido    | Royal Albert Hall                  |
| 26 de mayo de 2019    | Londres       | Reino Unido    | Royal Albert Hall                  |
| 27 de mayo de 2019    | Londres       | Reino Unido    | Royal Albert Hall                  |
| 1 de junio de 2019    | París         | Francia        | Palais des congrés de Paris        |
| 2 de junio de 2019    | Hamburgo      | Alemania       | Barclaycard Arena                  |
| 4 de junio de 2019    | Aalborg       | Dinamarca      | Aalborghallen                      |
| 10 de junio de 2019   | Barcelona     | España         | Palau Reial de Pedralbes           |
| 11 de junio de 2019   | Bordeaux      | Francia        | Arkéa Arena                        |
| 13 de junio de 2019   | Ámsterdam     | Países Bajos   | Ziggo Dome                         |
| Norte América         |               |                |                                    |
| 11 de julio de 2019   | Quebec        | Canadá         | Plains of Abraham                  |
| 31 de agosto de 2019  | Willemstad    | Curazao        | World Trade Center Piscadera Bay   |

- Datos: Q57627771